# おーい春風さん
『おーい春風さん』（おーいはるかぜさん）は宝塚歌劇団によって制作された作品。

## 1967年・月組

### 宝塚大劇場公演
- 舞踊劇[1]『おーい春風さん』 1幕[1]
- 1月28日 - 2月28日[1]
- 併演は『霧深きエルベのほとり[1]』

#### スタッフ
- 作・演出：植田紳爾[1]
- 振付：二世西川鯉三郎[1]
- 作曲：寺田瀧雄[1]
- 音楽指揮：野村陽児[1]
- 装置：小西松茂[1]、黒田利邦[1]
- 衣装：小西松茂[1]、中川菊枝[1]
- 照明：今井直次[1]
- 小道具：上田特市[1]
- 効果：村上勲[1]
- 録音：松永浩志[1]
- 演出補：阿古健[1]
- 制作：野田浜之助[1]

#### 主な出演（配役も含む）
- 親方：美山しぐれ[2]
- 船頭：岬ありさ[1]、水はやみ[1]
- 地蔵：美吉左久子[1]
- 清太：古城都[1]
- 角三：八重はるみ[1]
- 喜久：初風諄[1]
- まさ：千草美景[1]
- 信助：清はるみ[1]
- 愛市：榛名由梨[1]

### 東京宝塚劇場公演
- 4月1日 - 4月27日[3]
- 併演は『霧深きエルベのほとり[3]』
- 主なスタッフは植田紳爾[3]

## 1973年・月組
- 名古屋・中日劇場公演[4]
- 3月31日 - 4月9日[4]
- 併演は『ラ・ロンド[4]』
- 主なスタッフは植田紳爾[4]

## 2003年
- バウ・ワークショップ[5]の演目の一つ
- 宝塚バウホール公演[5]

### 宙組
- 1月2日 - 1月10日[6]
- 併演は『春ふたたび[6]』

#### スタッフ
- 作：植田紳爾[6]
- 演出：小柳奈穂子[6]
- 作曲・編曲：寺田瀧雄[6]、吉田優子[6]
- 振付：花柳芳次郎[6]
- 装置：新宮有紀[6]
- 衣装：河底美由紀[6]
- 照明：氷谷信雄[6]
- 音響：木多美生[6]
- 小道具：中井伊津夫[6]
- 演出助手：川上正和[6]
- 振付助手：朝みち子[6]
- 舞台進行：恵見和弘[6]
- 舞台美術製作：株式会社 宝塚舞台[6]
- 録音演奏：宝塚ニューサウンズ[6]
- 制作：北野靖[6]

#### 主な出演（配役も含む）
- 清太：華宮あいり[6]
- お地蔵様：一樹千尋[6]
- 親方、虚無僧：箙かおる[6]
- 鳥追い：出雲綾[6]
- 船頭・栄作：月丘七央[6]
- 喜久：彩乃かなみ[6]
- 角三：悠未ひろ[6]
- 信助：珠洲春希[6]
- 船頭・正次郎：風莉じん[6]
- 猿回し：十輝いりす[6]
- まさ：音乃いづみ[6]
- 愛市：咲花杏[6]

### 星組
- 1月18日 - 1月24日[6]
- 併演は『恋天狗[6]』

#### スタッフ
- 作：植田紳爾[7]
- 演出：稲葉太地[7]
- 作曲・編曲：寺田瀧雄[7]、吉田優子[7]
- 振付：山村若[7]
- 装置：新宮有紀[7]
- 衣装：河底美由紀[7]
- 照明：西川佳孝[7]
- 音響：木多美生[7]
- 小道具：中井伊津夫[7]
- 演技指導：美吉左久子[7]
- 舞台進行：恵見和弘[7]
- 舞台美術製作：株式会社 宝塚舞台[7]
- 録音演奏：宝塚ニューサウンズ[7]
- 制作：福嶋康徳[7]

#### 主な出演（配役も含む）
- 清太：柚希礼音[7]
- 地蔵：未沙のえる[7]
- 虚無僧、親方：英真なおき[7]
- 船頭・栄作：美稀千種[7]
- 鳥追い女：百花沙里[7]
- 船頭・正次郎：祐穂さとる[7]
- 信助：天霧真世[7]
- 角三：梅園紗千[7]
- 猿回し：彩海早矢[7]
- 愛市：天緒圭花[7]
- まさ：華美ゆうか[7]
- 喜久：陽月華[7]

### 花組
- 3月15日 - 3月23日[7]
- 併演は『恋天狗[7]』

#### スタッフ
- 作：植田紳爾[7]
- 演出：川上正和[7]
- 作曲・編曲：寺田瀧雄[7]、吉田優子[7]
- 振付：西川右近[7]
- 装置：新宮有紀[7]
- 衣装：河底美由紀[7]
- 照明：西川佳孝[7]
- 音響：木多美生[7]
- 小道具：中井伊津夫[7]
- 演技指導：美吉左久子[7]
- 演出助手：小柳奈穂子[7]
- 舞台進行：表原渉[7]
- 舞台美術製作：株式会社 宝塚舞台[7]
- 録音演奏：宝塚ニューサウンズ[7]
- 制作：北野靖[7]

#### 主な出演（配役も含む）
- 清太：愛音羽麗[7]
- 地蔵：立ともみ[7]
- 親方：矢吹翔[7]
- 船頭・正次郎：悠真倫[7]
- 虚無僧：橘梨矢[7]
- 巡礼：水月舞[7]
- 信助：未涼亜希[7]
- 踊る鳥追い女：舞城のどか[7]
- 猿回し：桐生園加[7]
- 喜久：桜一花[7]
- 角三：望月理世[7]
- まさ：舞名里音[7]
- 唄う鳥追い女：華城季帆[7]
- 愛市：華耀きらり[7]
- 船頭・栄作：朝夏まなと[7]